# Alberto Juzdado
Alberto Juzdado López (né le 20 août 1966 à Madrid) est un athlète espagnol spécialiste du marathon. Il mesure 1,72 m pour 61 kg et est sponsorisé par Adidas.

## Biographie

### Palmarès
| Date | Compétition           | Lieu     | Résultat | Performance     |
| ---- | --------------------- | -------- | -------- | --------------- |
| 1994 | Championnats d'Europe | Helsinki | 3e       | 2 h 11 min 18 s |
| 1995 | Championnats du monde | Göteborg | 5e       | 2 h 15 min 29 s |
| 1996 | Jeux olympiques d'été | Atlanta  | 18e      | 2 h 17 min 24 s |
| 2002 | Championnats d'Europe | Munich   | 5e       | 2 h 18 min 34 s |

### Records
| Épreuve  | Performance     | Lieu  | Date |
| -------- | --------------- | ----- | ---- |
| Marathon | 2 h 08 min 01 s | Tokyo | 1998 |